# Colton Gillies
Colton Gillies, född 12 februari 1989 i White Rock, British Columbia, är en kanadensisk professionell ishockeyspelare som spelar för Columbus Blue Jackets i National Hockey League (NHL).
Gillies valdes av Minnesota Wild som 16:e spelare totalt i 2007 års NHL-draft.
Han deltog i JVM 2008 i Tjeckien, där laget lyckades ta guld efter finalvinst mot Sverige.

## Klubbar
- Saskatoon Blades, 2004–2008
- Houston Aeros, 2007–2011
- Minnesota Wild, 2008–2012
- Columbus Blue Jackets, 2012–